# Kvenland
Kvenland også kendt som Cwenland, Qwenland, Kænland eller lignende stavemåder i middelalderlige kilder, er et gammelt navn for et ikke præcist defineret område i Fennoskandinavien og Skandinavien. Kvenland, eller lignende stavemåder, er kendt fra en oldengelsk kilde, der er nedskrevet i 800-tallet, som bruger information fra den norske opdagelsesrejsende Ottar fra Hålogaland, og fra andre nordiske kilder, primært fra Island. En mulig yderligere kilde blev skrevet i nutidens Norge. Alle de kendte nordiske kilder er dateret til 1100- og 1200-tallet.
| Historie | Spire Denne historieartikel er en spire som bør udbygges. Du er velkommen til at hjælpe Wikipedia ved at udvide den. |